# Gagik I
Gagik I (orm:Գագիկ Ա) – król Armenii w latach 989–1020 z dynastii Bagratydów.
Znany jest z szerokiej działalności budowlanej, jak kościół św. Grzegorza Oświeciciela w Ani. Po jego śmierci w państwie Ani doszło do rozłamu, ponieważ po koronacji starszego syna Symbata III, jego młodszy brat Aszot zbuntował się i ogłosił królem w jednej z prowincji państwa – Lori.